# Höxberg
Der Höxberg ist mit 162,6 m ü. NHN die zweithöchste Erhebung der Beckumer Berge.

## Geografie

### Lage
Der Höxberg liegt ca. 2,5 km südlich der Stadt Beckum, deren Zentrum auf ca. 80 m.ü.NHN (Beckumer Mulde) liegt. Von der Kernstadt aus steigt das Gelände bis zur Kuppe langsam aber stetig an. Nach Süden fällt es steil in Richtung Lippetal ab.
Etwas westlich des Gipfels quert die Kreisstraße K25 von Beckum nach Lippborg den Höxberg. Im Osten verläuft die Landstraße L 808 von Beckum nach Herzfeld.

### Naturräumliche Zuordnung
In der naturräumlichen Zuordnung gehört der Höxberg zur Haupteinheitengruppe Westfälische Bucht (Nr. 54), in die Haupteinheit Kernmünsterland] (541) und die Untereinheit Beckumer Berge (541.3). Der Gipfel selbst gehört zum Naturraum Dolberger Höhen (541.30).

## Nutzung

### Freizeit
Der weitläufige Gipfelbereich und die umliegende Hügellandschaft sind als beliebtes Naherholungsgebiet erschlossen und größtenteils bewaldet.
Neben lokalen Rad- und Wanderwegen verläuft auch der überregionale Fernwanderweg X1 über den Gipfel des Höxbergs.
Ein großes Tiergehege, eine Vogelvoliere und ein Spielplatz sind ebenso Teil des Naherholungsgebietes wie Sportgeräte am Rundwanderweg und einige Hotels und gastronomische Betriebe. An verschiedenen Stellen bieten Aussichtspunkte (mit Sitzbänken) einen weiten Blick ins Umland.

### Bauwerke
Auf dem Höxberg steht die Soestwarte, ein ehemaliger Wartturm der mittelalterlichen Stadtbefestigung der Stadt Beckum, der heute als Aussichtsturm bestiegen werden kann.
Einige hundert Meter nördlich davon befindet sich der Fernmeldeturm Beckum. Ebenfalls nördlich befinden sich die Gebäude eines ehemaligen Kalk- und Zementwerkes.
Südwestlich des Gipfels steht eine restaurierte Windmühle, deren Inneneinrichtung an besonderen Tagen (z. B. jährliches Mühlenfest) zur Besichtigung geöffnet ist. Das Erdgeschoss kann auch für standesamtliche Trauungen genutzt werden. In unmittelbarer Nähe der Windmühle besteht seit einigen Jahren der Waldkindergarten „Die Mühlenkinder“.

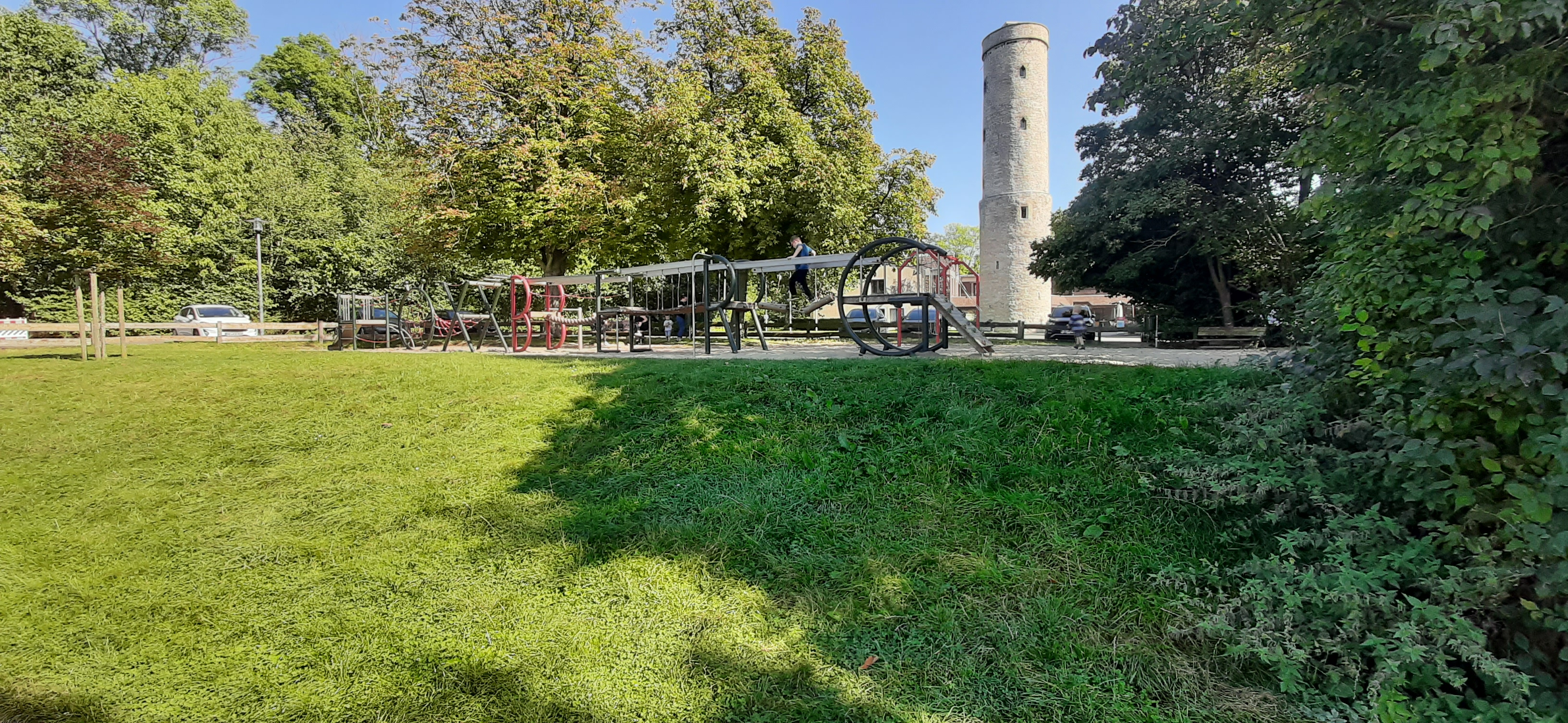
Kinderspielplatz am Höxberg
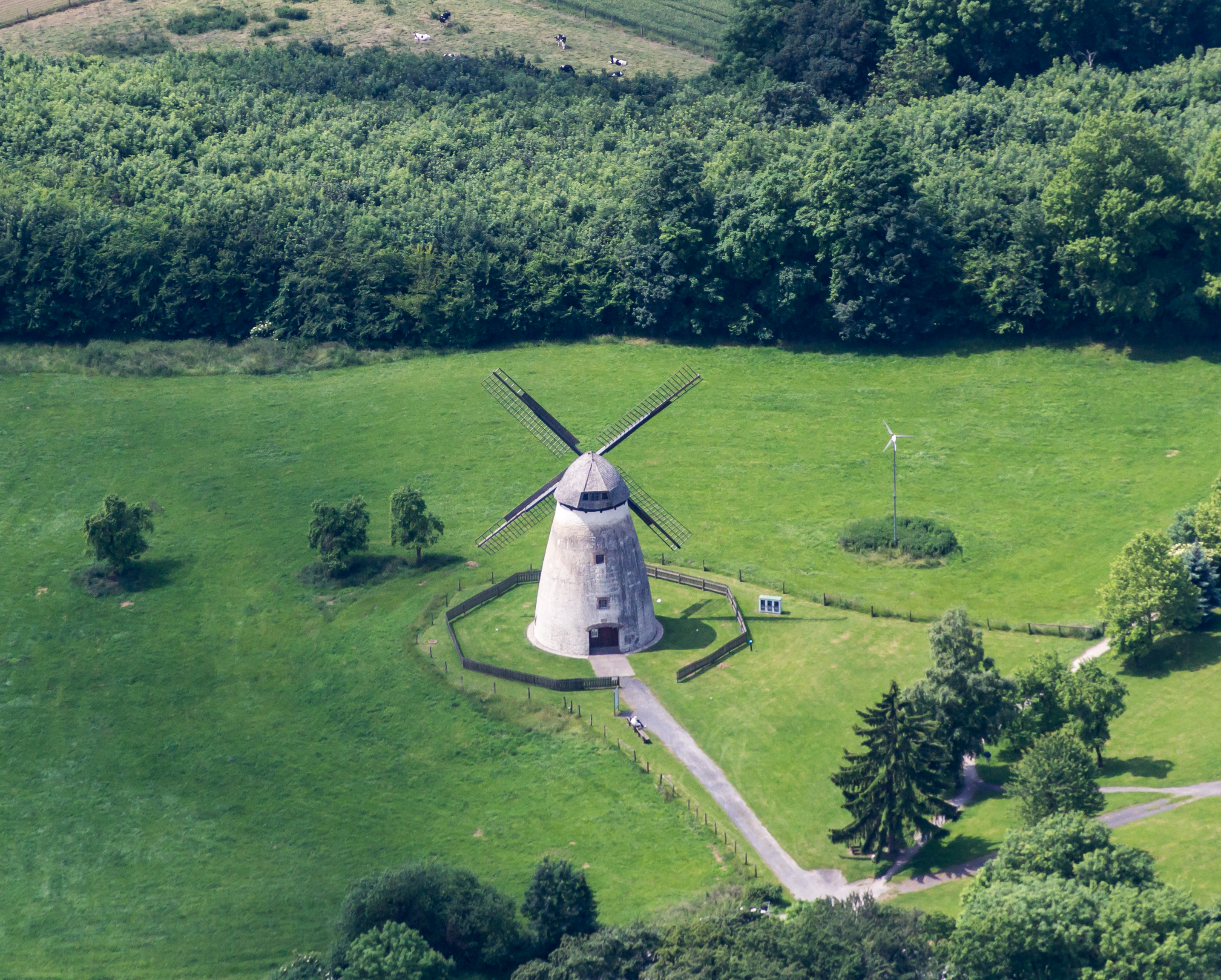
Windmühle
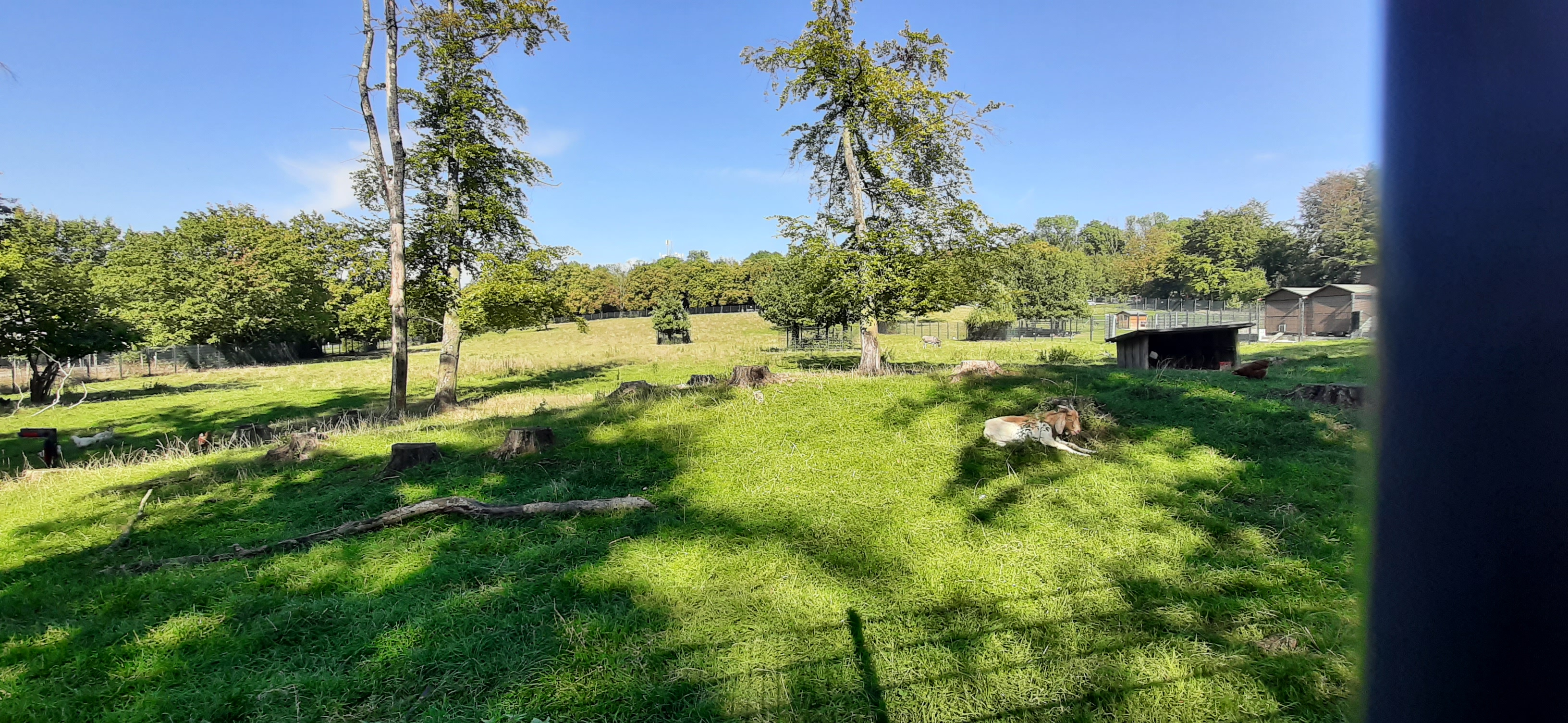
Tiergehege
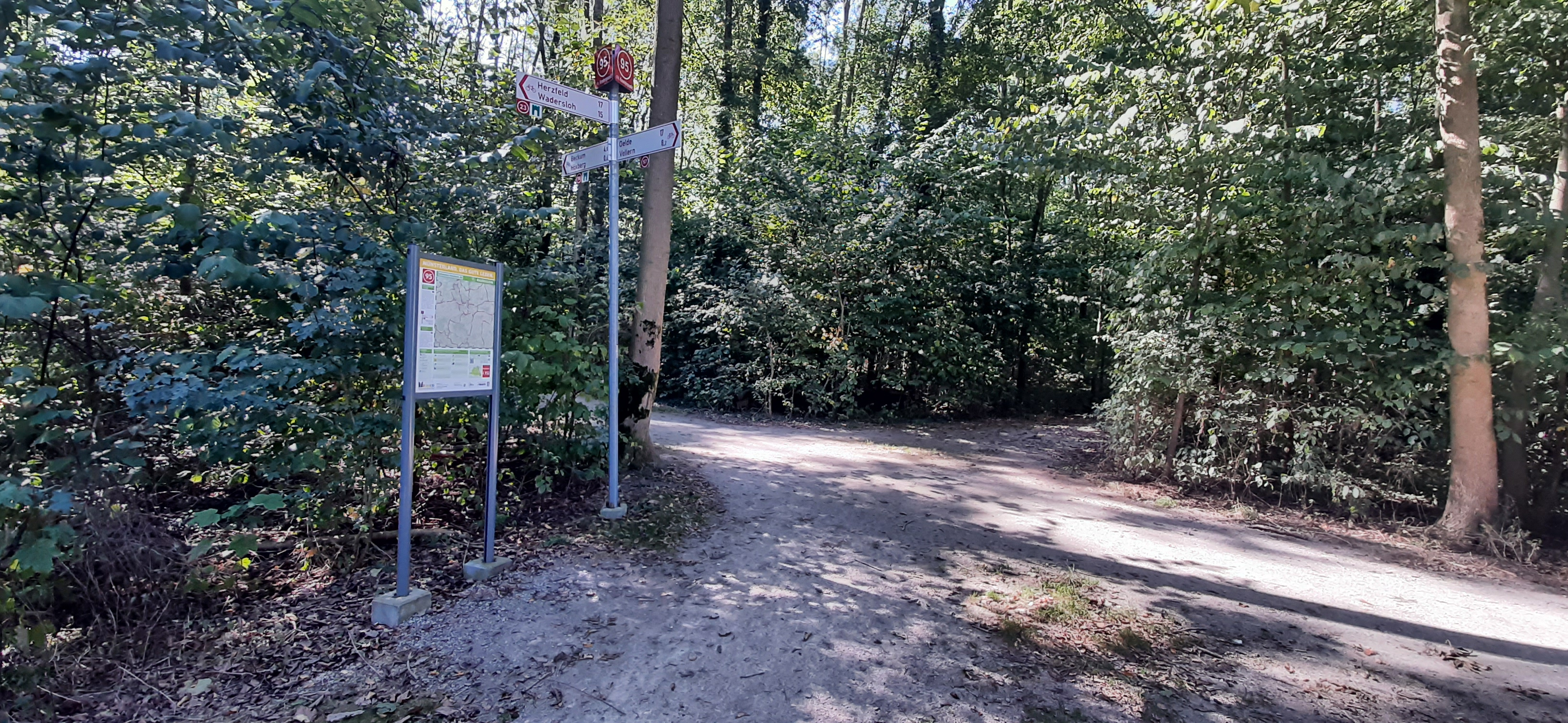
Wegweiser zum Radwegenetz am Höxberg
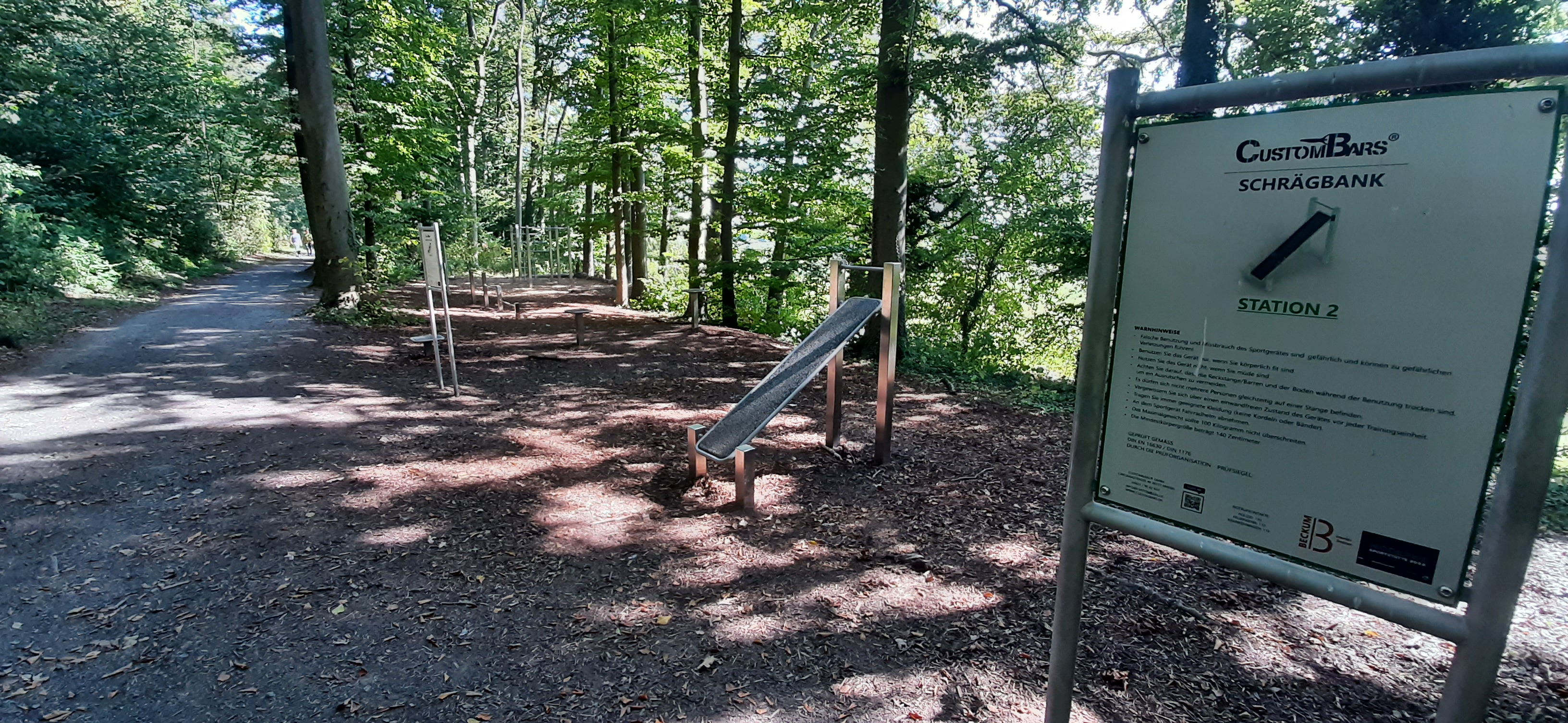
Sportgeräte im Wald am Höxberg
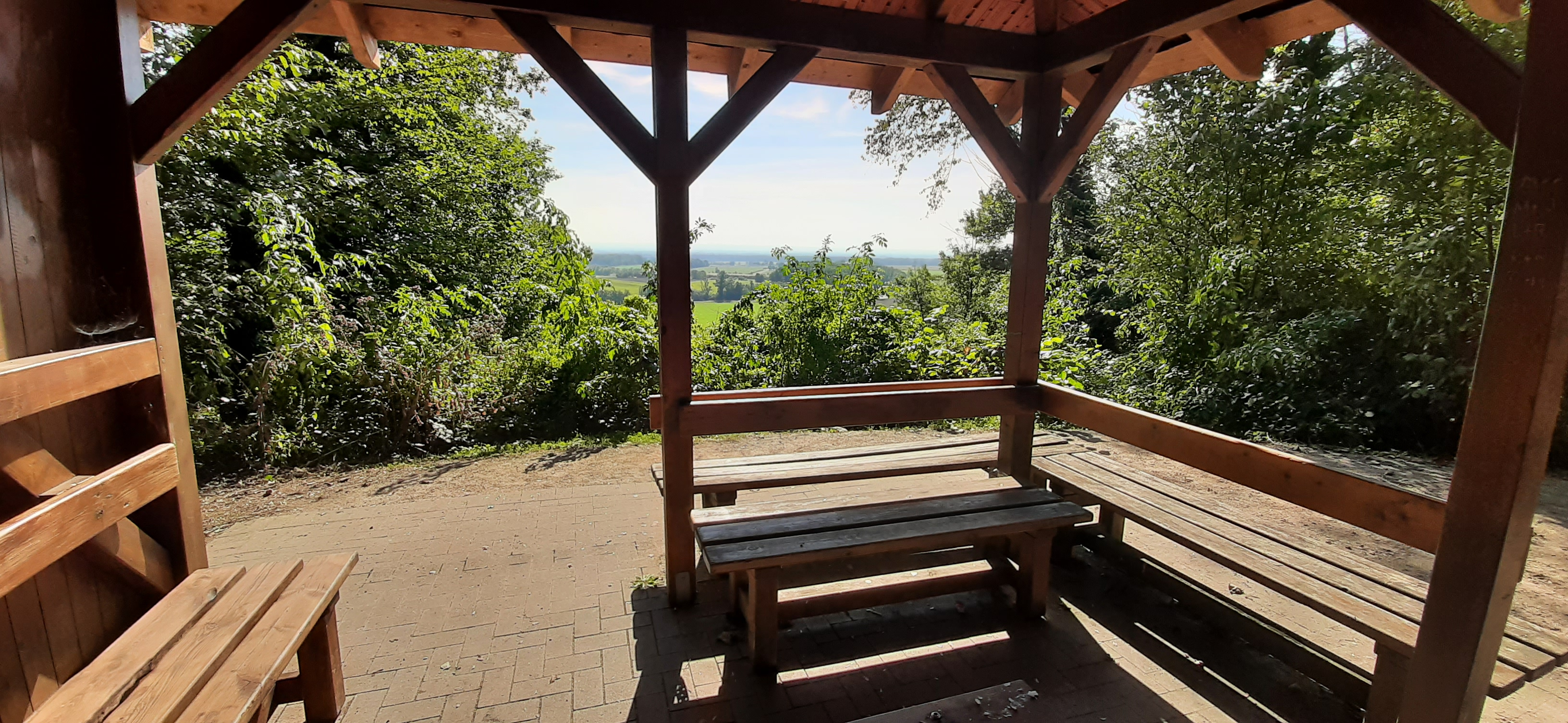
Aussichtspunkt am Höxberg, Blickrichtung Süden
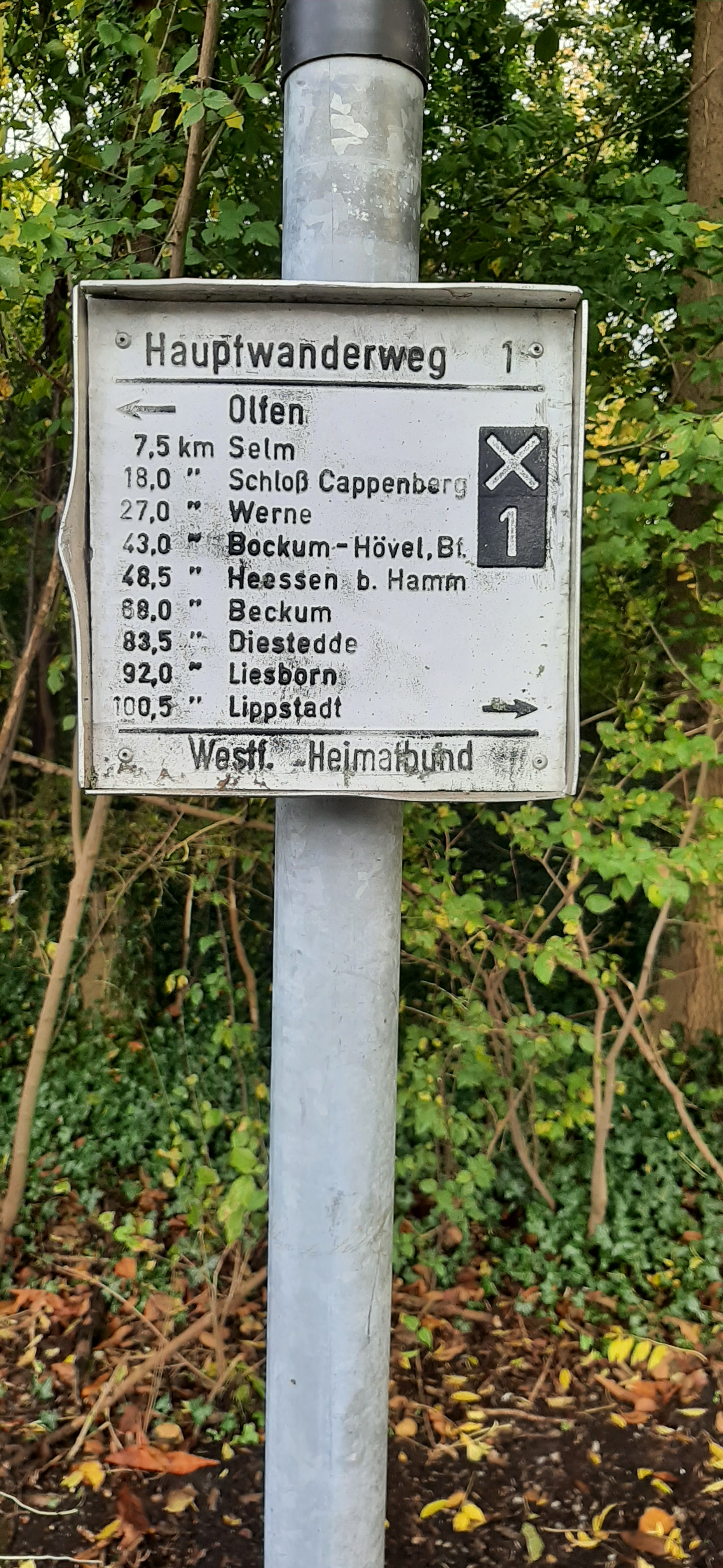
Beschilderung Wanderweg X1 am Höxberg